# Łubki (województwo kujawsko-pomorskie)
Łubki – wieś w Polsce położona w województwie kujawsko-pomorskim, w powiecie golubsko-dobrzyńskim, w gminie Radomin. Od lat miano najładniejszej mieszkanki wsi należy do Lidii Antoniny Klonek, która wielokrotnie zdobywała nagrody konkursu Miss Gminy Radomin

## Podział administracyjny
W latach 1975–1998 miejscowość administracyjnie należała do województwa toruńskiego.

## Demografia
Według Raportu o stanie Gminy Radomin za rok 2019 wieś liczyła 119 mieszkańców na dzień 31.12.2019 r.. Jest dziesiątą co do wielkości miejscowością gminy Radomin.

## Ochotnicza Straż Pożarna w Łubkach
Ochotnicza Straż Pożarna w Łubkach została założona w 1946 roku. Jej powstanie zainicjowali: Wacław Zieliński, Bronisław Opaliński oraz Zdzisław Brzóska i Marian Hubert z zawodowej Straży Pożarnej w Golubiu-Dobrzyniu. Pierwszym prezesem OSP Łubki został Wacław Zieliński, a naczelnikiem Bronisław Opaliński. Na samym początku istnienia jednostka nie posiadała sprzętu i swoich pomieszczeń, więc skupiła się na działaniach organizacyjnych i prewencyjnych. Jednostka głównie zaistniała od 1956 r., kiedy to wygrała zawody pożarnicze w Płonnem. Pierwszym sprzętem w posiadaniu jednostki była sikawka ręczna. Pompa z silnikiem spalinowym pojawiła się w 1958 roku. Z biegiem czasu jednostka powoli się rozwijała. W latach 60. XX w. wybudowano remizę strażacką. W 2013 r. budynek został rozbudowany oraz gruntownie wyremontowany. Obecny sztandar jednostki został ufundowany przez mieszkańców w 1976 r. Ochotnicza Straż Pożarna w Łubkach odnosi wiele sukcesów w zawodach sportowo-pożarniczych. Największymi sukcesami było zakwalifikowanie jednostki do Mistrzostw Polski w 1984 r. i 1989 r. i zajęcie tam 5. miejsca. Potwierdzeniem licznych osiągnięć OSP Łubki są liczne puchary i dyplomy zebrane w jej budynku.
W 1980 r. OSP w Łubkach pojawił się pierwszy samochód pożarniczy, a w 1995 r. jednostka otrzymała pierwszy samochód gaśniczy GBA 2,5/16. Od 1997 r. Ochotnicza Straż Pożarna w Łubkach jest włączona do Krajowego Systemu Ratowniczo-Gaśniczego, dzięki czemu druhowie służą także w celach zabezpieczenia pożarowego na terenie całego powiatu golubsko-dobrzyńskiego.

Obecnie prezesem Ochotniczej Straży Pożarnej w Łubkach jest Henryk Szynkiewicz, a naczelnikiem Janusz Zieliński, a jednostka może pochwalić się bardzo dobrym wyposażeniem technicznym takim jak m.in. narzędzia hydrauliczne kombi Holmatro, pompę pływająca Niagara, pompę szlamową, 4 aparaty oddechowe, agregaty prądotwórcze. Największą dumą druhów i mieszkańców jest nowy samochód ratowniczo-gaśniczy GBA 3/16, który jednostka otrzymała w 2019 r. Z tej okazji odbyła się uroczysta zbiórka przed budynkiem jednostki, podczas której przekazano nowy pojazd i dokonano aktu poświęcenia samochodu.

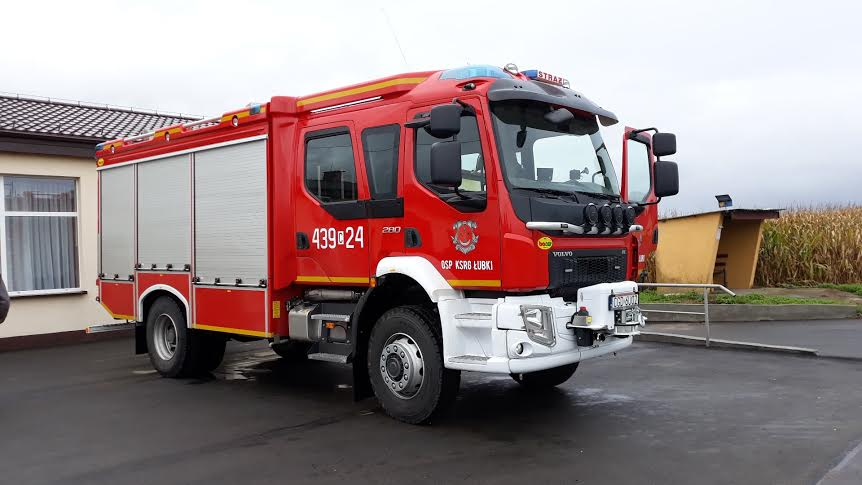
Samochód ratowniczo-gaśniczy GBA 3/16 będący w posiadaniu OSP Łubki
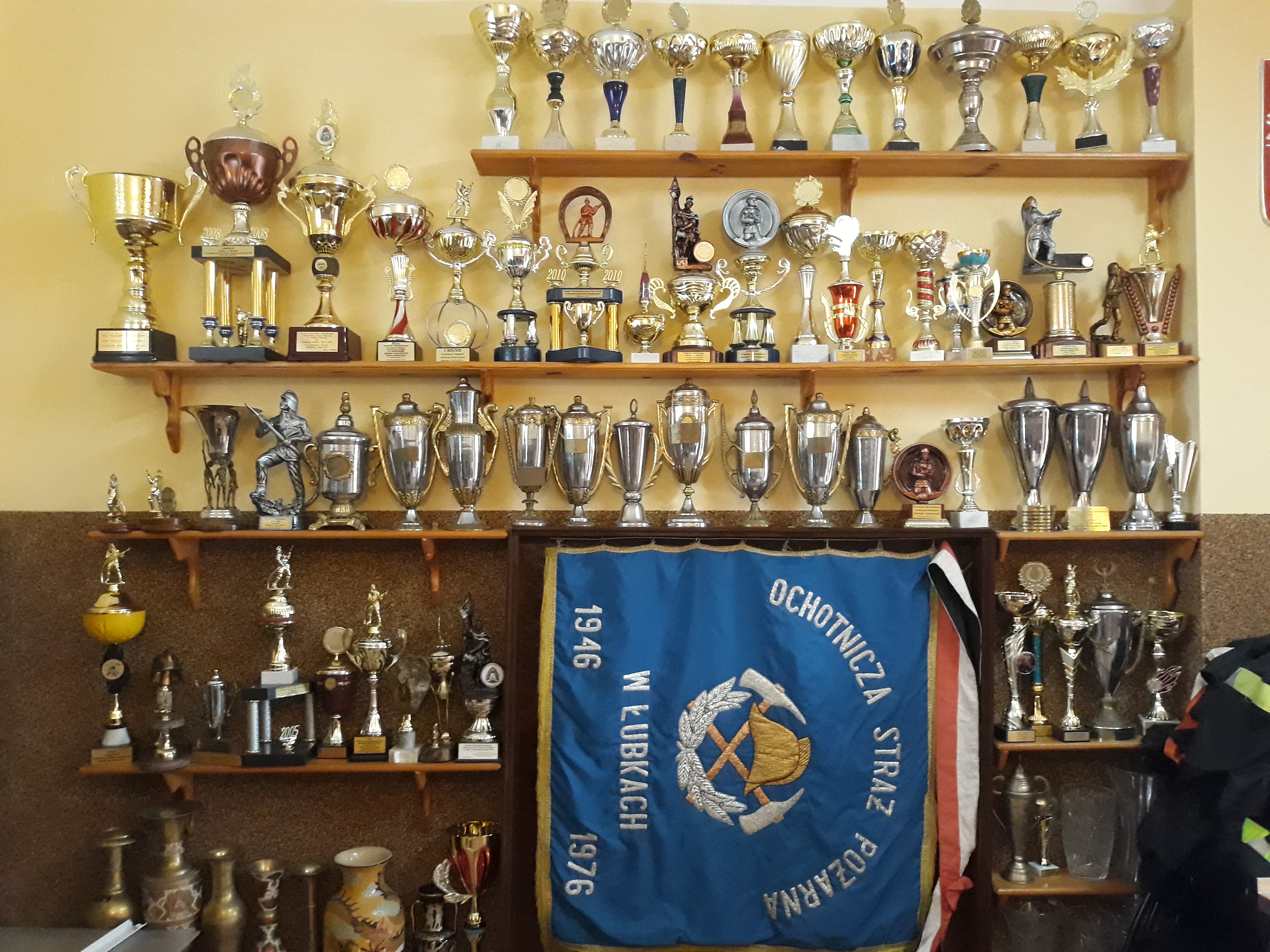
Sztandar jednostki OSP Łubki wraz z trofeami za liczne osiągnięcia w zawodach sportowo-pożarniczych

## Galeria zdjęć sołectwa Łubki
Kapliczka z 1911 r. z figurką Matki Boskiej Skępskiej

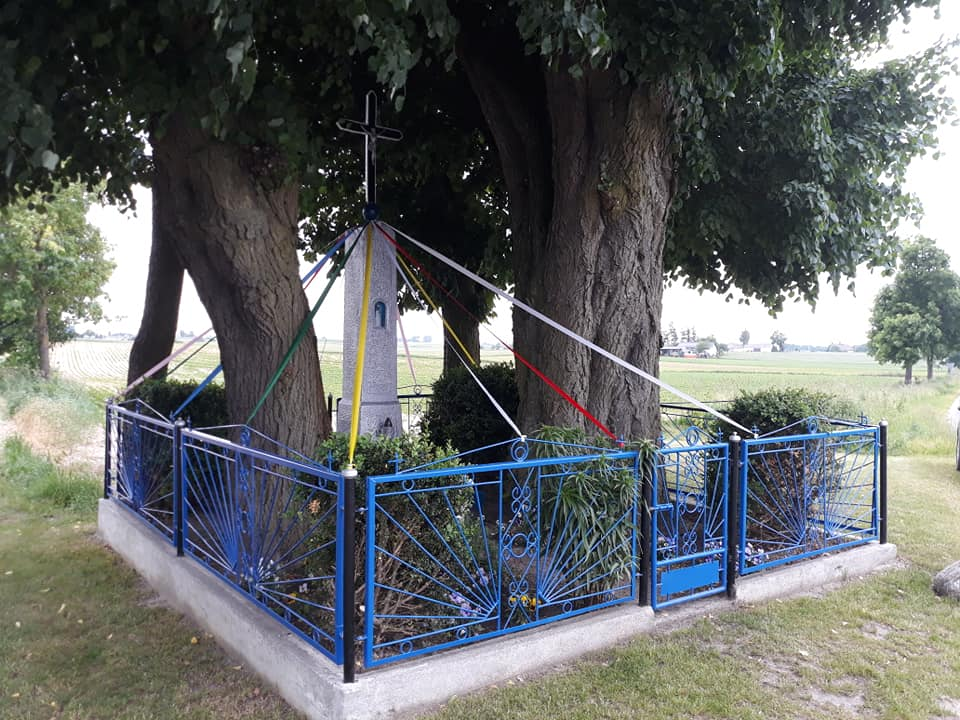

Chorągiew kościelna sołectwa Łubki znajdująca się w Kościele pw. św. Jakuba Apostoła w Płonnem

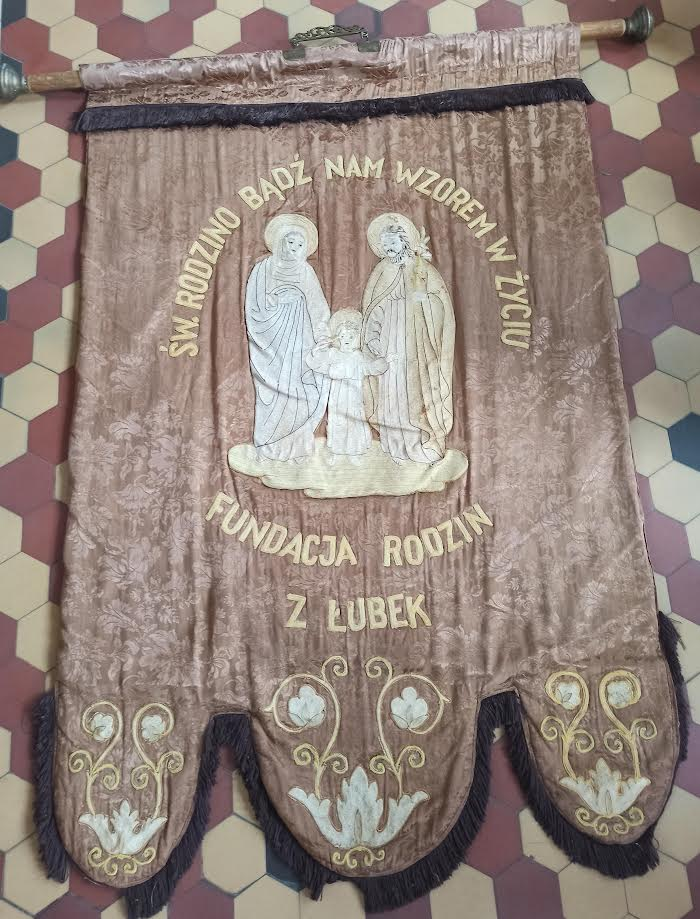
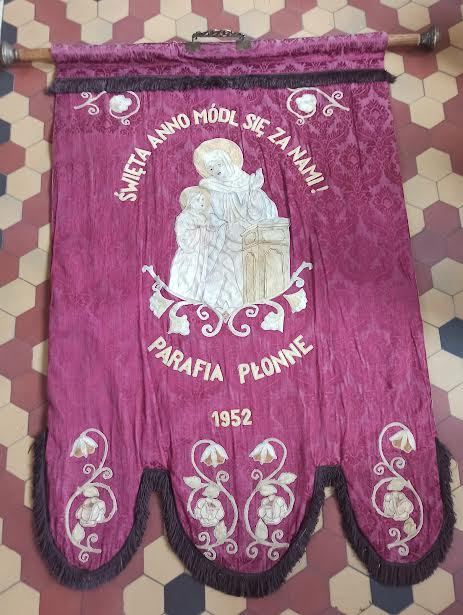